# Dave Bautista
David Michael „Dave“ Bautista Jr. (* 18. Januar 1969 in Arlington, Virginia) ist ein US-amerikanischer Filmschauspieler und ehemaliger Wrestler. Er wurde hauptsächlich unter dem Ringnamen Batista beim Wrestling-Marktführer WWE bekannt. Seit 2014 tritt er vor allem als Schauspieler in Erscheinung. Bautista erhielt insgesamt sechsmal den höchsten Titel der Liga.

## Frühe Jahre
Bautista ist väterlicherseits philippinischer und mütterlicherseits griechischer Abstammung. Sein Großvater arbeitete als Taxifahrer und ernährte die Familie durch mehrere Nebenjobs. Bautista selbst sagt, dass er sich für seine arme Herkunft nicht schäme. Seine Kindheit war durch schreckliche Ereignisse geprägt: unter anderem ereigneten sich im Vorgarten seines Elternhauses drei Morde. Im Alter von 13 Jahren begann Bautista mit Autodiebstählen. Später wurde er Türsteher. Besonders in dieser Zeit entwickelte Bautista eine Leidenschaft für das Bodybuilding, bis er nach einer blutigen Auseinandersetzung zu einem Jahr Gefängnis auf Bewährung verurteilt wurde. Darüber hinaus war Bautista auch als Rettungsschwimmer tätig.

## Wrestling-Karriere

### World Wrestling Entertainment (2002–2010)

#### Ohio Valley Wrestling undEvolution(2002–2005)
Dave Bautista begann seine Karriere als Wrestler am 30. Oktober 2002, nachdem er von Arthur Anoa’i trainiert wurde, bei Ohio Valley Wrestling unter dem Namen Leviathan.
Im Jahr 2002 kam er als „Deacon Batista“ als Ringbegleiter von D-Von Dudley, der damals als Reverend D-Von auftrat, zur WWE. Ab 2003 schaffte er im Stable „Evolution“ den Durchbruch, als er mit Ric Flair zweimal die World Tag Team Titel erhielt.

#### Face-TurnundWorld Heavyweight Champion(2005–2008)

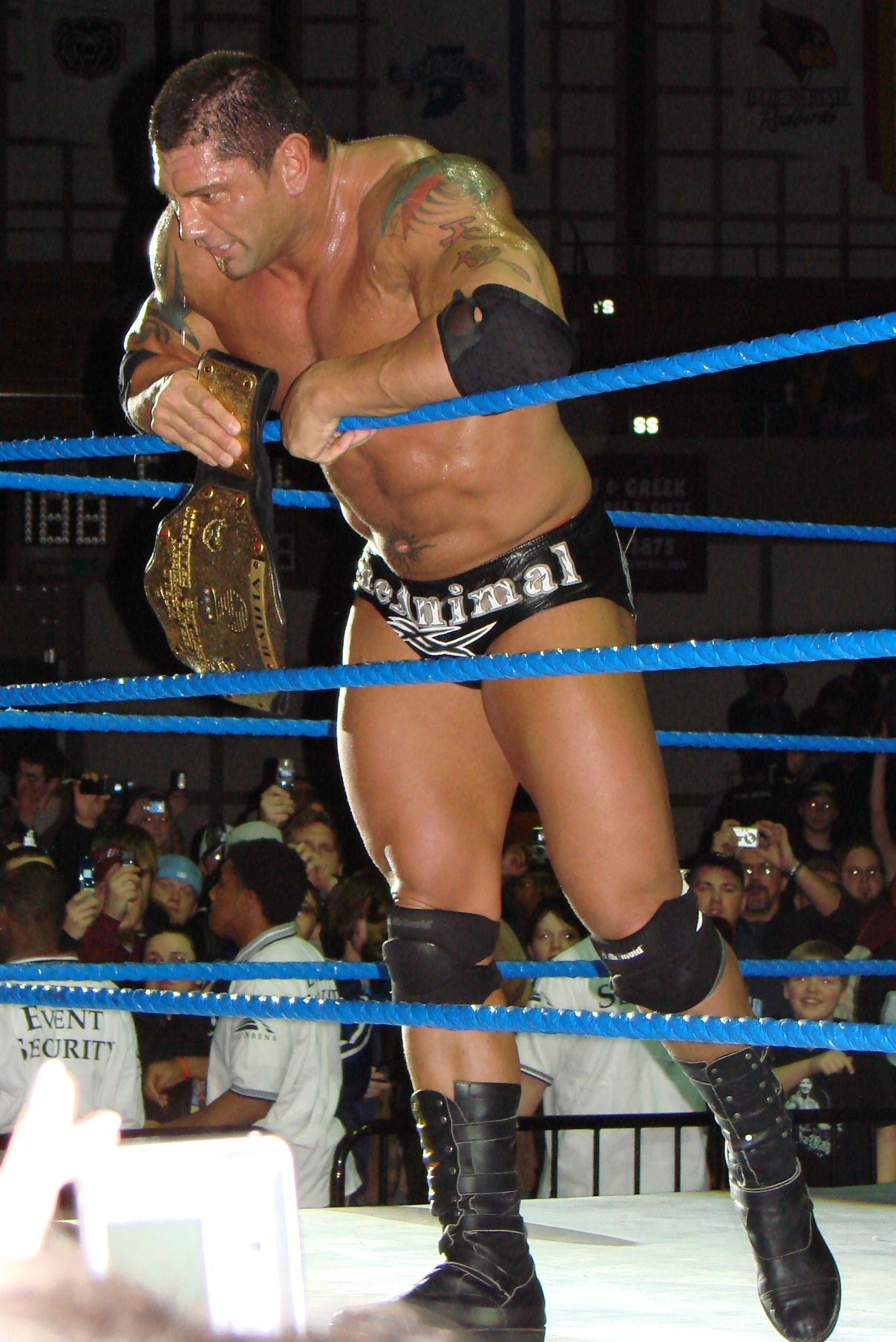
Batista als World Heavyweight Champion bei SmackDown im Jahr 2007

Im Januar 2005 machte er den großen Schritt nach oben, indem er den Royal Rumble gewinnen durfte, um sich einen Titelkampf um die World Heavyweight Championship zu sichern. Bei der WWE-Großveranstaltung Wrestlemania 21 durfte er sich am 3. April 2005 gegen Triple H durchsetzen und so zum ersten Mal die World Heavyweight Championship gewinnen.
Zwei Tage später wurde Bautista im Zuge des Besetzungswechsels 2005 zu SmackDown! geschickt und begann dort ein Fehdenprogramm mit dem ehemaligen WWE-Champion John „Bradshaw“ Layfield.
Am 16. Dezember 2005 erhielt Bautista zusätzlich den WWE Tag Team Championship mit Rey Mysterio gegen MNM bei SmackDown.
Am 30. Dezember des Jahres musste er den WWE Tag Team Titel bei einem Rückkampf gegen MNM wieder abgeben. Nachdem er sich am 6. Januar 2006 in einer SmackDown! Houseshow gegen Mark Henry einen Muskelriss am Trizeps zugezogen hatte, musste er sogar eine Verletzungspause einlegen. Bei den Aufnahmen zu SmackDown am 10. Januar erklärte man den World Heavyweight Title daher für vakant und vergab ihn später in einer Battle Royal neu.
Am 7. Juli 2006 kehrte Bautista nach seiner 7-monatigen Verletzungspause zu SmackDown! zurück. Ein folgendes Fehdenprogramm gegen Mark Henry konnte nicht wie geplant stattfinden, da dieser sich ebenfalls verletzt hatte. Henry wurde daraufhin durch Mr. Kennedy ersetzt.
Anschließend wurde er wieder in das Geschehen um den World Heavyweight Champion Titel einbezogen. Bei der Survivor Series 2006 durfte Bautista King Booker schließlich besiegen und wurde zum zweiten Mal World Heavyweight Champion.
Bei Wrestlemania 23 musste Bautista seinen World Heavyweight Titel an den Undertaker abgeben, blieb jedoch weiterhin im Titelgeschehen präsent. Nachdem in der Folge The Great Khali zum Titelträger wurde, erhielt Bautista bei der Veranstaltung Unforgiven am 16. September 2007 erneut den World Heavyweight Champion Titel. Diesen musste er beim WWE Armageddon am 16. Dezember 2007 schließlich wieder an Edge abgeben.
Anfang 2008 bestritt Bautista Fehden gegen MVP und Umaga. Ab April befand er sich in einer Fehde mit Shawn Michaels, welche bei der Veranstaltung WWE One Night Stand mit einem Sieg Bautistas beendet wurde.
Am 23. Juni 2008 ließ man Bautista erneut zur Montagssendung RAW wechseln und bezog ihn in das Geschehen um den World Heavyweight Titel ein.
Am 4. August 2008 erhielt er zusammen mit John Cena den WWE World Tag Team Champion Titel gegen Ted DiBiase, Jr. & Cody Rhodes. Diesen mussten sie jedoch bereits am 11. August an Rhodes und DiBiase jr. wieder abgeben. Im Zuge eines Fehdenprogramms mit Chris Jericho durfte Bautista den World Heavyweight Champion Titel von diesem bei der Veranstaltung Cyber Sunday 2008 erneut erhalten. Schon am 3. November musste er diesen jedoch wieder an Jericho abgeben.
Bereits beim Summerslam im August verletzte sich Bautista am Oberschenkelmuskel. Im Dezember baute die WWE diese Verletzung in eine Storyline ein, um Bautista die nötige Pause zu verschaffen. Nach einer Operation sollte Bautistas Auszeit laut WWE bis Juni 2009 andauern.

#### WWE ChampionundHeel-Turn(2009–2010)

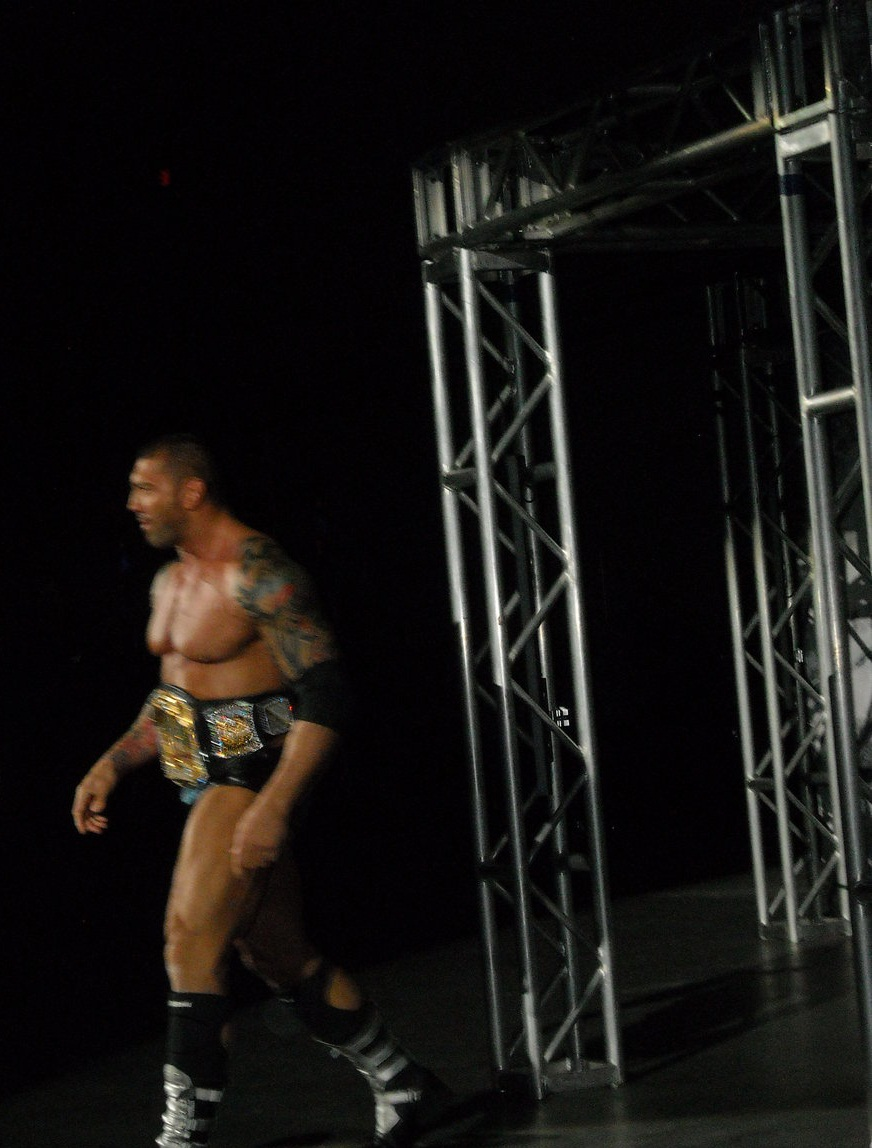
WWE Champion Batista im Jahr 2010

Er kehrte allerdings schon in der Monday-Night-Raw Ausgabe vom 7. April, nach einer nur 3 Monatigen Auszeit, zurück. Dort griff er in einen Brawl zwischen Randy Orton, Triple H und einigen anderen Wrestlern ein. Bei der Großveranstaltung WWE Extreme Rules 2009 am 7. Juni des Jahres durfte er Randy Orton besiegen, um zum ersten Mal den WWE Champion Titel zu erhalten. Am 9. Juni wurde der Titel wegen einer realen Verletzung Bautistas für vakant erklärt.
Am 14. September 2009 verabschiedete sich Bautista von RAW mit der Erklärung, dass er wieder zu SmackDown zurückkehren werde, weil SmackDown zu wenig Publikumslieblinge hätte. Anschließend fehdete er mit Rey Mysterio. Beim PPV Elimination Chamber 2010 durfte er den WWE Champion Titel erhalten, direkt nachdem dieser von John Cena errungen wurde. Bei der Großveranstaltung WrestleMania XXVI am 28. März 2010 musste er den Titel in einem Rückmatch wieder an Cena abgeben.
Sein letztes Match bestritt er bei der Großveranstaltung WWE Over the Limit in einem „I quit“-Match gegen John Cena um die WWE Championship. In der darauf folgenden RAW-Ausgabe am 24. Mai 2010 erklärte Bautista, dass er die WWE verlassen wird.
Am 16. Juni 2010 besuchte Bautista Strikeforce: Los Angeles (Mixed-Martial-Arts-Veranstaltung). Am 21. Juni 2010 gab er gegenüber tmz.com bekannt, dass er eine MMA-Karriere beginnen will. In seinem ersten Kampf konnte Bautista am 6. Oktober 2012 Vince Lucero in der ersten Runde durch technischen K. o. besiegen.

### Rückkehr zur WWE (2014, 2018–2020)

#### Reformation derEvolution(2014)

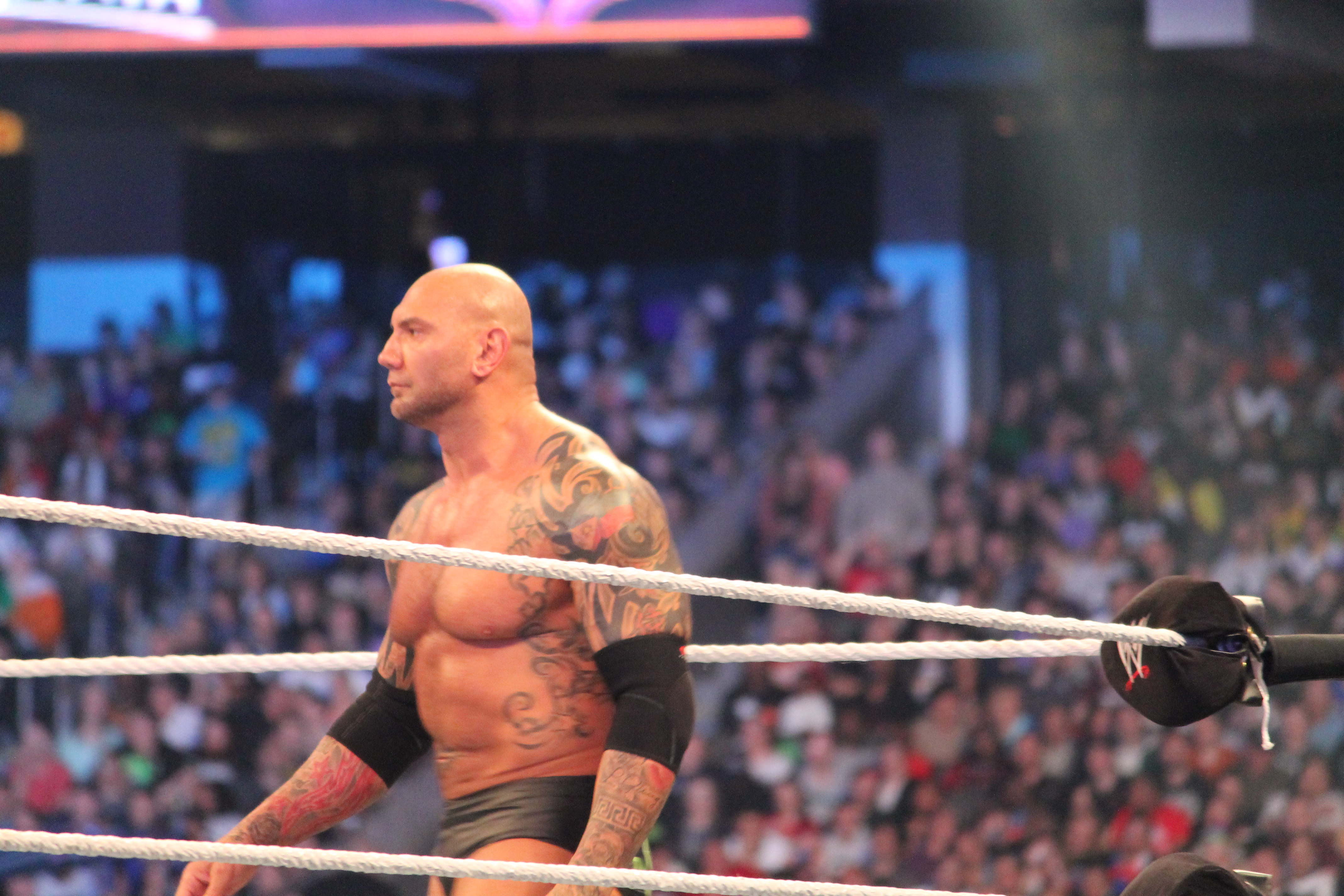
Batista bei WrestleMania XXX

Bei der RAW-Ausgabe am 20. Januar 2014 wurde Bautista erneut als aktiver Wrestler ins Roster der WWE aufgenommen. Sechs Tage später kehrte er beim Royal Rumble-Match in den Ring zurück und gewann diesen zum zweiten Mal. Bautista durfte daraufhin bei WrestleMania XXX gegen Randy Orton und Daniel Bryan um den WWE World Heavyweight Title antreten, diesen aber nicht gewinnen. Ab Mai legte er erneut eine bis heute andauernde Pause vom Wrestling ein.

#### Rücktritt und Aufnahme in dieHall of Fame(2018–2020)
Am 16. Oktober 2018 trat Batista mit Evolution bei der 1000. SmackDown-Ausgabe auf. Bei der Raw-Ausgabe vom 25. Februar 2019 kehrte Batista zurück und griff Ric Flair, der für die Feier zu seinem 70. Geburtstag erschien, backstage an. Anschließend forderte er Triple H heraus. Bei WrestleMania 35 verlor er ein No Holds Barred Match gegen Triple H, nach diesem Match beendete er seine In-Ring-Karriere.

## Schauspielkarriere
Seine erste kleinere Rolle spielte er 2010 in Wrong Side of Town, danach folgten u. a. House of the Rising Sun, Scorpion King 3 – Kampf um den Thron, The Man with the Iron Fists und Riddick: Überleben ist seine Rache. Im Jahr 2014 übernahm Bautista in Marvels Guardians of the Galaxy als „Drax the Destroyer“ erstmals eine prominentere Rolle. 2015 spielte Bautista die Rolle des Mr. Hinx im 24. James-Bond-Film Spectre. 2017 war er in Guardians of the Galaxy Vol. 2 erneut als Drax zu sehen. In 2018 war er in Escape Plan 2: Hades als Trent DeRosa zu sehen. Für den Nachfolger des Films Blade Runner, welcher 2017 als Blade Runner 2049 in die Kinos kam, übernahm Dave Bautista die Rolle des flüchtigen Replikanten Sapper Morton. Im Kurzfilm 2048: Nowhere to Run, Teil einer Kurzfilm-Trilogie die im Zuge des Blade-Runner-Sequels entstand, spielte er die gleiche Figur. Auch zu sehen war er 2018 in Hotel Artemis als Everest. Eine größere Rolle erhielt Bautista in M. Night Shyamalans Thriller Knock at the Cabin (2023).
Nach der Zusammenarbeit in Blade Runner 2049 wirkte Bautista auch im Film  Dune und dem Nachfolger Dune: Part Two des Regisseurs Denis Villeneuve in der Rolle des Glossu Rabban mit.
Im Sommer 2025 wurde Bautista Mitglied der Academy of Motion Picture Arts and Sciences.

## Privatleben
Am 13. Oktober 1998 heiratete Bautista seine zweite Frau Angie. Er hat zwei Töchter sowie eine Stieftochter. Noch vor seinem 40. Lebensjahr wurde Bautista bereits zweifacher Großvater. Im August 2006 ließ sich Bautista von seiner zweiten Frau Angie scheiden.
Am 16. Oktober 2007 wurde seine Autobiographie Batista Unleashed in den USA veröffentlicht.

## Filmografie (Auswahl)
- 2006: Smallville (Fernsehserie, Folge 6x08)
- 2009: Ein fürsorglicher Sohn (My Son, My Son, What Have Ye Done)
- 2010: Wrong Side of Town
- 2010: Chuck (Fernsehserie, Folge 4x05)
- 2011: House of the Rising Sun
- 2012: Scorpion King 3 – Kampf um den Thron (The Scorpion King 3: Battle for Redemption)
- 2012: The Man with the Iron Fists
- 2013: Riddick: Überleben ist seine Rache (Riddick)
- 2014: Guardians of the Galaxy
- 2015: James Bond 007: Spectre (Spectre)
- 2015: Die Entführung von Bus 657 (Heist)
- 2016: Marauders – Die Reichen werden bezahlen (Marauders)
- 2016: Kickboxer: Die Vergeltung (Kickboxer: Vengeance)
- 2016: The Warriors Gate
- 2017: Bushwick
- 2017: Guardians of the Galaxy Vol. 2
- 2017: 2048: Nowhere to Run (Kurzfilm)
- 2017: Blade Runner 2049
- 2018: Avengers: Infinity War
- 2018: Hotel Artemis
- 2018: Escape Plan 2: Hades
- 2018: Final Score
- 2018: Master Z: The Ip Man Legacy
- 2019: Avengers: Endgame
- 2019: Escape Plan 3: The Extractors (Escape Plan: The Extractors)
- 2019: Stuber – 5 Sterne Undercover (Stuber)
- 2020: Der Spion von nebenan (My Spy, auch Produzent)
- 2021: Army of the Dead
- 2021: See – Reich der Blinden (Fernsehserie, 8 Folgen)
- 2021: Dune
- 2021: Army of Thieves
- 2022: Thor: Love and Thunder
- 2022: Glass Onion: A Knives Out Mystery
- 2022: The Guardians of the Galaxy Holiday Special
- 2023: Parachute
- 2023: Knock at the Cabin
- 2023: Guardians of the Galaxy Vol. 3
- 2024: Dune: Part Two
- 2024: Der Spion von nebenan 2 (My Spy: The Eternal City, auch Produzent)
- 2024: The Last Showgirl
- 2024: The Killer’s Game
- 2025: In the Lost Lands (auch Produktion)
- 2025: Die nackte Kanone (The Naked Gun)

## Titel und Auszeichnungen

### Titel
- Ohio Valley Wrestling
  - 1× OVW Heavyweight Champion

- Power Pro Wrestling
  - 1× PPW Television Champion

- World Wrestling Entertainment
  - 4× World Heavyweight Champion (längste Regentschaft)
  - 3× World Tag Team Champion 2× mit Ric Flair und 1× mit John Cena
  - 2× WWE Champion
  - 1× WWE Tag Team Champion mit Rey Mysterio

### Auszeichnungen
- Pro Wrestling Illustrated
  - 2005: Platz 1 der Top 500 Wrestler im PWI 500

- World Wrestling Entertainment
  - 2005, 2014: 2× Royal Rumble Sieger

- World Xtreme Wrestling
  - 2013: Aufnahme in die Hall of Fame